# SN 2006fl
SN 2006fl – supernowa typu Ia odkryta 11 września 2006 roku w galaktyce A221127+0045. W momencie odkrycia miała maksymalną jasność 20,30m.